# Neoregelia atroviridifolia
Neoregelia atroviridifolia là một loài thực vật có hoa trong họ Bromeliaceae. Loài này được W.Weber & Roeth mô tả khoa học đầu tiên năm 1982.